# José Bosingwa
José Bosingwa da Silva (Mbandaka, 24 agosto 1982) è un ex calciatore portoghese, di ruolo difensore.

## Caratteristiche tecniche
Era un terzino offensivo molto veloce e in grado di fornire buoni cross.
Bosingwa è molto noto in Italia tra gli appassionati della serie di videogiochi calcistici FIFA in quanto il suo nome veniva pronunciato in maniera particolarmente accentuata dal telecronista interno al gioco Fabio Caressa.

## Carriera

### Club
Nato nella Repubblica Democratica del Congo da madre congolese e padre portoghese. Iniziò la sua carriera all'Sc Freamunde, squadra della seconda divisione portoghese, e qui giocò nella stagione 2000-2001. Nel 2001 si trasferì al Boavista, mettendosi in luce attirando l'attenzione di alcuni club importanti. Nel 2003 venne acquistato dal Porto con cui esordì in Champions League il 16 settembre 2003 contro il Partizan Belgrado (1-1). Al termine della stagione 2007-08 viene ceduto al Chelsea per una cifra vicina ai 20 milioni di euro. Lascia il Chelsea nel 2012, dopo 89 presenze e 4 gol in campionato. Il 17 agosto 2012 viene acquistato dal Queens Park Rangers, firmando un contratto triennale.
Complice la retrocessione del club inglese, appena un anno dopo, il 27 luglio 2013, viene ceduto al club turco del Trabzonspor. Il 12 novembre 2015, dopo 70 presenze totali con la squadra rossoblu, rescinde anticipatamente il contratto in scadenza nel giugno 2016.

### Nazionale
È stato incluso nella rosa dei giocatori che hanno preso parte all'Europeo 2008. Dopo aver giocato regolarmente da titolare nel biennio 2008-2010, il 5 marzo 2010 viene confermato che Bosingwa, che doveva essere sulla via della guarigione da un infortunio al ginocchio, si sarebbe dovuto sottoporre a una seconda operazione che lo avrebbe costretto a saltare, oltre al finale di stagione col Chelsea, anche i Mondiali 2010 in Sudafrica.

## Statistiche

### Presenze e reti nei club
| Stagione           | Squadra            | Campionato         | Campionato | Campionato | Coppe nazionali | Coppe nazionali | Coppe nazionali | Coppe continentali | Coppe continentali | Coppe continentali | Altre coppe | Altre coppe | Altre coppe | Totale | Totale |
| Stagione           | Squadra            | Comp               | Pres       | Reti       | Comp            | Pres            | Reti            | Comp               | Pres               | Reti               | Comp        | Pres        | Reti        | Pres   | Reti   |
| ------------------ | ------------------ | ------------------ | ---------- | ---------- | --------------- | --------------- | --------------- | ------------------ | ------------------ | ------------------ | ----------- | ----------- | ----------- | ------ | ------ |
| 2000-2001          | Freamunde          | SL                 | 11         | 0          | CP              | 0               | 0               | -                  | -                  | -                  | -           | -           | -           | 11     | 0      |
| 2001-2002          | Boavista           | PL                 | 15         | 0          | CP              | 2               | 0               | UCL                | 7                  | 0                  | -           | -           | -           | 24     | 0      |
| 2002-2003          | Boavista           | PL                 | 26         | 0          | CP              | 1               | 0               | UCL+CU             | 4+8                | 0                  | -           | -           | -           | 39     | 0      |
| Totale Boavista    | Totale Boavista    | Totale Boavista    | 41         | 0          |                 | 3               | 0               |                    | 19                 | 0                  |             | -           | -           | 63     | 0      |
| 2003-2004          | Porto              | PL                 | 13         | 1          | CP              | 0               | 0               | UCL                | 8                  | 0                  | SP+SU       | 0+1         | 0           | 22     | 1      |
| 2004-2005          | Porto              | PL                 | 25         | 1          | CP              | 1               | 0               | UCL                | 5                  | 0                  | SP+SU+CInt  | 1+0+0       | 0           | 32     | 1      |
| 2005-2006          | Porto              | PL                 | 21         | 0          | CP              | 4               | 0               | UCL                | 5                  | 0                  | -           | -           | -           | 30     | 0      |
| 2006-2007          | Porto              | PL                 | 25         | 0          | CP              | 0               | 0               | UCL                | 6                  | 0                  | SP          | 1           | 0           | 32     | 0      |
| 2007-2008          | Porto              | PL                 | 23         | 1          | CP+CdL          | 3+0             | 0               | UCL                | 7                  | 0                  | SP          | 1           | 0           | 34     | 1      |
| Totale Porto       | Totale Porto       | Totale Porto       | 107        | 3          |                 | 8               | 0               |                    | 31                 | 0                  |             | 4           | 0           | 150    | 3      |
| 2008-2009          | Chelsea            | PL                 | 34         | 2          | FACup+CdL       | 4+0             | 0               | UCL                | 10                 | 0                  | -           | -           | -           | 48     | 2      |
| 2009-2010          | Chelsea            | PL                 | 8          | 0          | FACup+CdL       | 0               | 0               | UCL                | 0                  | 0                  | CS          | 1           | 0           | 9      | 0      |
| 2010-2011          | Chelsea            | PL                 | 20         | 0          | FACup+CdL       | 2+0             | 0               | UCL                | 4                  | 0                  | CS          | 0           | 0           | 26     | 0      |
| 2011-2012          | Chelsea            | PL                 | 27         | 1          | FACup+CdL       | 4+1             | 0               | UCL                | 11                 | 0                  | -           | -           | -           | 43     | 1      |
| Totale Chelsea     | Totale Chelsea     | Totale Chelsea     | 89         | 3          |                 | 11              | 0               |                    | 25                 | 0                  |             | 1           | 0           | 126    | 3      |
| 2012-2013          | QPR                | PL                 | 23         | 0          | FACup+CdL       | 0+1             | 0+1             | -                  | -                  | -                  | -           | -           | -           | 24     | 1      |
| 2013-2014          | Trabzonspor        | SL                 | 27         | 0          | TK              | 1               | 0               | UEL                | 8                  | 0                  | -           | -           | -           | 36     | 0      |
| 2014-2015          | Trabzonspor        | SL                 | 24         | 0          | TK              | 2               | 0               | UEL                | 8                  | 0                  | -           | -           | -           | 34     | 0      |
| 2015-2016          | Trabzonspor        | SL                 | 12         | 0          | TK              | 0               | 0               | UEL                | 0                  | 0                  | -           | -           | -           | 12     | 0      |
| Totale Trabzonspor | Totale Trabzonspor | Totale Trabzonspor | 63         | 0          |                 | 3               | 0               |                    | 16                 | 0                  |             | -           | -           | 82     | 0      |
| Totale carriera    | Totale carriera    | Totale carriera    | 334        | 6          |                 | 26              | 0               |                    | 91                 | 0                  |             | 5           | 0           | 456    | 7      |

### Cronologia presenze e reti in nazionale
| Cronologia completa delle presenze e delle reti in nazionale ― Portogallo | Cronologia completa delle presenze e delle reti in nazionale ― Portogallo | Cronologia completa delle presenze e delle reti in nazionale ― Portogallo | Cronologia completa delle presenze e delle reti in nazionale ― Portogallo | Cronologia completa delle presenze e delle reti in nazionale ― Portogallo | Cronologia completa delle presenze e delle reti in nazionale ― Portogallo | Cronologia completa delle presenze e delle reti in nazionale ― Portogallo | Cronologia completa delle presenze e delle reti in nazionale ― Portogallo |
| Data                                                                      | Città                                                                     | In casa                                                                   | Risultato                                                                 | Ospiti                                                                    | Competizione                                                              | Reti                                                                      | Note                                                                      |
| ------------------------------------------------------------------------- | ------------------------------------------------------------------------- | ------------------------------------------------------------------------- | ------------------------------------------------------------------------- | ------------------------------------------------------------------------- | ------------------------------------------------------------------------- | ------------------------------------------------------------------------- | ------------------------------------------------------------------------- |
| 2-6-2007                                                                  | Bruxelles                                                                 | Belgio                                                                    | 1 – 2                                                                     | Portogallo                                                                | Qual. Euro 2008                                                           | -                                                                         | 53’                                                                       |
| 5-6-2007                                                                  | Madinat al-Kuwait                                                         | Kuwait                                                                    | 1 – 1                                                                     | Portogallo                                                                | Amichevole                                                                | -                                                                         |                                                                           |
| 8-9-2007                                                                  | Lisbona                                                                   | Portogallo                                                                | 2 – 2                                                                     | Polonia                                                                   | Qual. Euro 2008                                                           | -                                                                         |                                                                           |
| 12-9-2007                                                                 | Lisbona                                                                   | Portogallo                                                                | 1 – 1                                                                     | Serbia                                                                    | Qual. Euro 2008                                                           | -                                                                         |                                                                           |
| 17-11-2007                                                                | Leiria                                                                    | Portogallo                                                                | 1 – 0                                                                     | Armenia                                                                   | Qual. Euro 2008                                                           | -                                                                         | 78’                                                                       |
| 21-11-2007                                                                | Porto                                                                     | Portogallo                                                                | 0 – 0                                                                     | Finlandia                                                                 | Qual. Euro 2008                                                           | -                                                                         |                                                                           |
| 6-2-2008                                                                  | Zurigo                                                                    | Italia                                                                    | 3 – 1                                                                     | Portogallo                                                                | Amichevole                                                                | -                                                                         | 69’                                                                       |
| 31-5-2008                                                                 | Viseu                                                                     | Portogallo                                                                | 2 – 0                                                                     | Georgia                                                                   | Amichevole                                                                | -                                                                         | 62’                                                                       |
| 7-6-2008                                                                  | Ginevra                                                                   | Portogallo                                                                | 2 – 0                                                                     | Turchia                                                                   | Euro 2008 - 1º turno                                                      | -                                                                         |                                                                           |
| 11-6-2008                                                                 | Ginevra                                                                   | Rep. Ceca                                                                 | 1 – 3                                                                     | Portogallo                                                                | Euro 2008 - 1º turno                                                      | -                                                                         | 31’                                                                       |
| 19-6-2008                                                                 | Basilea                                                                   | Portogallo                                                                | 2 – 3                                                                     | Germania                                                                  | Euro 2008 - Quarti di finale                                              | -                                                                         |                                                                           |
| 20-8-2008                                                                 | Leiria                                                                    | Portogallo                                                                | 5 – 0                                                                     | Fær Øer                                                                   | Amichevole                                                                | -                                                                         | 34’                                                                       |
| 6-9-2008                                                                  | Ta' Qali                                                                  | Malta                                                                     | 0 – 4                                                                     | Portogallo                                                                | Qual. Mondiali 2010                                                       | -                                                                         |                                                                           |
| 10-9-2008                                                                 | Lisbona                                                                   | Portogallo                                                                | 2 – 3                                                                     | Danimarca                                                                 | Qual. Mondiali 2010                                                       | -                                                                         |                                                                           |
| 11-10-2008                                                                | Solna                                                                     | Svezia                                                                    | 0 – 0                                                                     | Portogallo                                                                | Qual. Mondiali 2010                                                       | -                                                                         |                                                                           |
| 19-11-2008                                                                | Gama                                                                      | Brasile                                                                   | 6 – 2                                                                     | Portogallo                                                                | Amichevole                                                                | -                                                                         |                                                                           |
| 28-3-2009                                                                 | Porto                                                                     | Portogallo                                                                | 0 – 0                                                                     | Svezia                                                                    | Qual. Mondiali 2010                                                       | -                                                                         | 46’                                                                       |
| 6-6-2009                                                                  | Tirana                                                                    | Albania                                                                   | 1 – 2                                                                     | Portogallo                                                                | Qual. Mondiali 2010                                                       | -                                                                         |                                                                           |
| 10-6-2009                                                                 | Tallinn                                                                   | Estonia                                                                   | 0 – 0                                                                     | Portogallo                                                                | Amichevole                                                                | -                                                                         |                                                                           |
| 12-8-2009                                                                 | Vaduz                                                                     | Liechtenstein                                                             | 0 – 3                                                                     | Portogallo                                                                | Amichevole                                                                | -                                                                         |                                                                           |
| 5-9-2009                                                                  | Copenaghen                                                                | Danimarca                                                                 | 1 – 1                                                                     | Portogallo                                                                | Qual. Mondiali 2010                                                       | -                                                                         |                                                                           |
| 9-9-2009                                                                  | Budapest                                                                  | Ungheria                                                                  | 0 – 1                                                                     | Portogallo                                                                | Qual. Mondiali 2010                                                       | -                                                                         |                                                                           |
| 10-10-2009                                                                | Lisbona                                                                   | Portogallo                                                                | 3 – 0                                                                     | Ungheria                                                                  | Qual. Mondiali 2010                                                       | -                                                                         |                                                                           |
| 14-10-2009                                                                | Guimarães                                                                 | Portogallo                                                                | 4 – 0                                                                     | Malta                                                                     | Qual. Mondiali 2010                                                       | -                                                                         | 78’                                                                       |
| 17-11-2010                                                                | Lisbona                                                                   | Portogallo                                                                | 4 – 0                                                                     | Spagna                                                                    | Amichevole                                                                | -                                                                         |                                                                           |
| 14-11-2014                                                                | Faro                                                                      | Portogallo                                                                | 1 – 0                                                                     | Armenia                                                                   | Qual. Euro 2016                                                           | -                                                                         |                                                                           |
| 18-11-2014                                                                | Manchester                                                                | Argentina                                                                 | 0 – 1                                                                     | Portogallo                                                                | Amichevole                                                                | -                                                                         |                                                                           |
| 29-3-2015                                                                 | Lisbona                                                                   | Portogallo                                                                | 2 – 1                                                                     | Serbia                                                                    | Qual. Euro 2016                                                           | -                                                                         |                                                                           |
| Totale                                                                    |                                                                           | Presenze                                                                  | 28                                                                        |                                                                           | Reti                                                                      | 0                                                                         |                                                                           |

## Palmarès

### Club

#### Competizioni nazionali
- Supercoppa di Portogallo: 3

Porto: 2003, 2004, 2006
- Campionato portoghese: 4

Porto: 2003-2004, 2005-2006, 2006-2007, 2007-2008
- Coppa del Portogallo: 1

Porto: 2005-2006
- Coppa d'Inghilterra: 3

Chelsea: 2008-2009, 2009-2010, 2011-2012
- Community Shield: 1

Chelsea: 2009
- Campionato inglese: 1

Chelsea: 2009-2010

#### Competizioni internazionali
- UEFA Champions League: 2

Porto: 2003-2004
Chelsea: 2011-2012
- Coppa Intercontinentale: 1

Porto: 2004